# Château de Scotney
Le château de Scotney est une maison de campagne anglaise dotée de jardins à la française au sud-est de Lamberhurst dans la vallée de la rivière Bewl, dans le Kent, en Angleterre. Il appartient au National Trust.
Les jardins, qui constituent un site d'intérêt scientifique particulier et un exemple célèbre du style pittoresque, sont ouverts au public. L'élément central est les ruines d'un manoir médiéval entouré de douves, le Scotney Old Castle, qui se trouve sur une île au bord d'un petit lac. Le lac est entouré de jardins boisés en pente avec de belles collections de rhododendrons, d'azalées et de Kalmia pour les couleurs printanières, de glycines et de roses d'été et de couleurs automnales spectaculaires.
Au sommet du jardin se dresse une maison construite pour remplacer le Vieux Château entre 1835 et 1843, connue sous le nom de Scotney New Castle, ou simplement Scotney Castle, conçu par Anthony Salvin. Il s'agit d'un exemple ancien et inhabituellement sobre du style architectural néo-Tudor dans la Grande-Bretagne du XIXe siècle. À la suite du décès de la résidente, Elizabeth Hussey, en 2006, cette maison est ouverte au public pour la première fois le 6 juin 2007.

## Emplacement

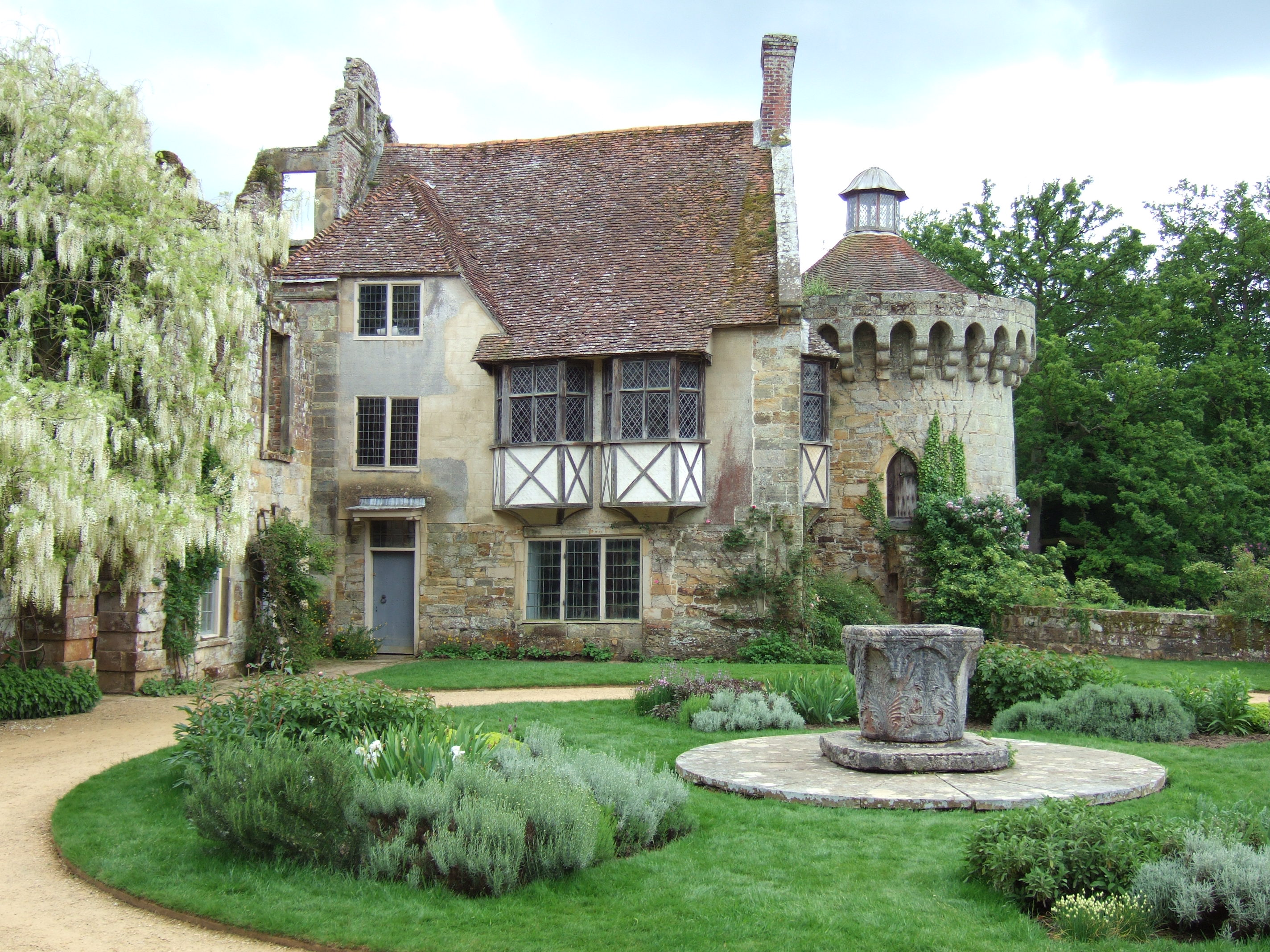
Vue de face de l'aile élisabéthaine partielle du vieux château de Scotney

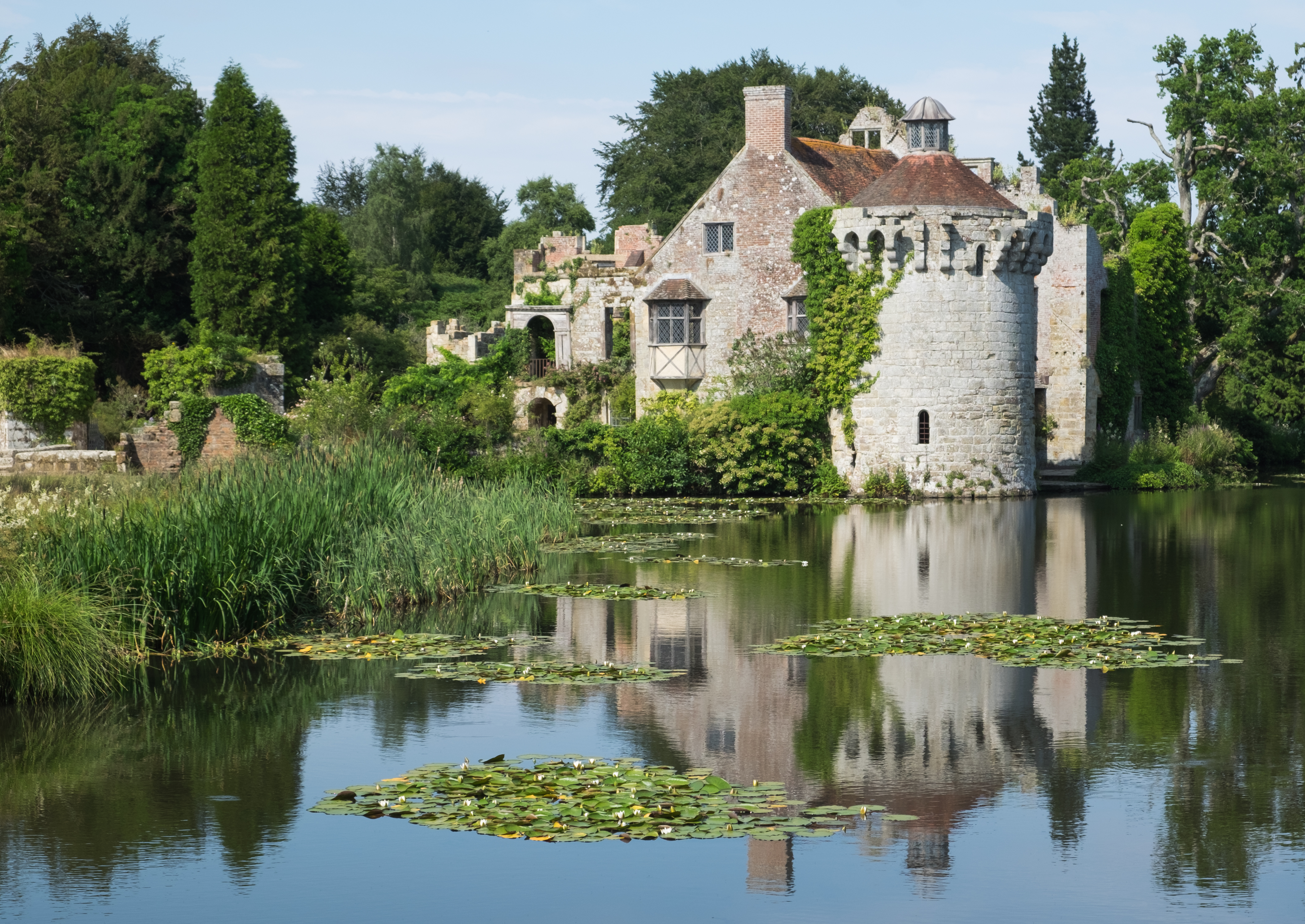
Le vieux château du sud-ouest

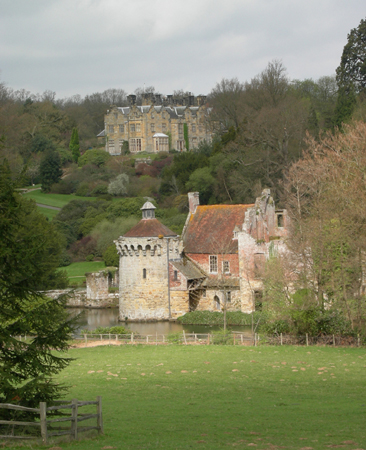
Une photographie des anciens (premier plan) et des nouveaux châteaux

Le château de Scotney est situé dans le sud-est de l’Angleterre, dans le comté de Kent. Les colonies voisines sont Lamberhurst et Kilndown, mais la grande ville la plus proche est Royal Tunbridge Wells. Bien que la route principale A21 traverse le domaine, elle n'est pas visible depuis le château.

## Histoire

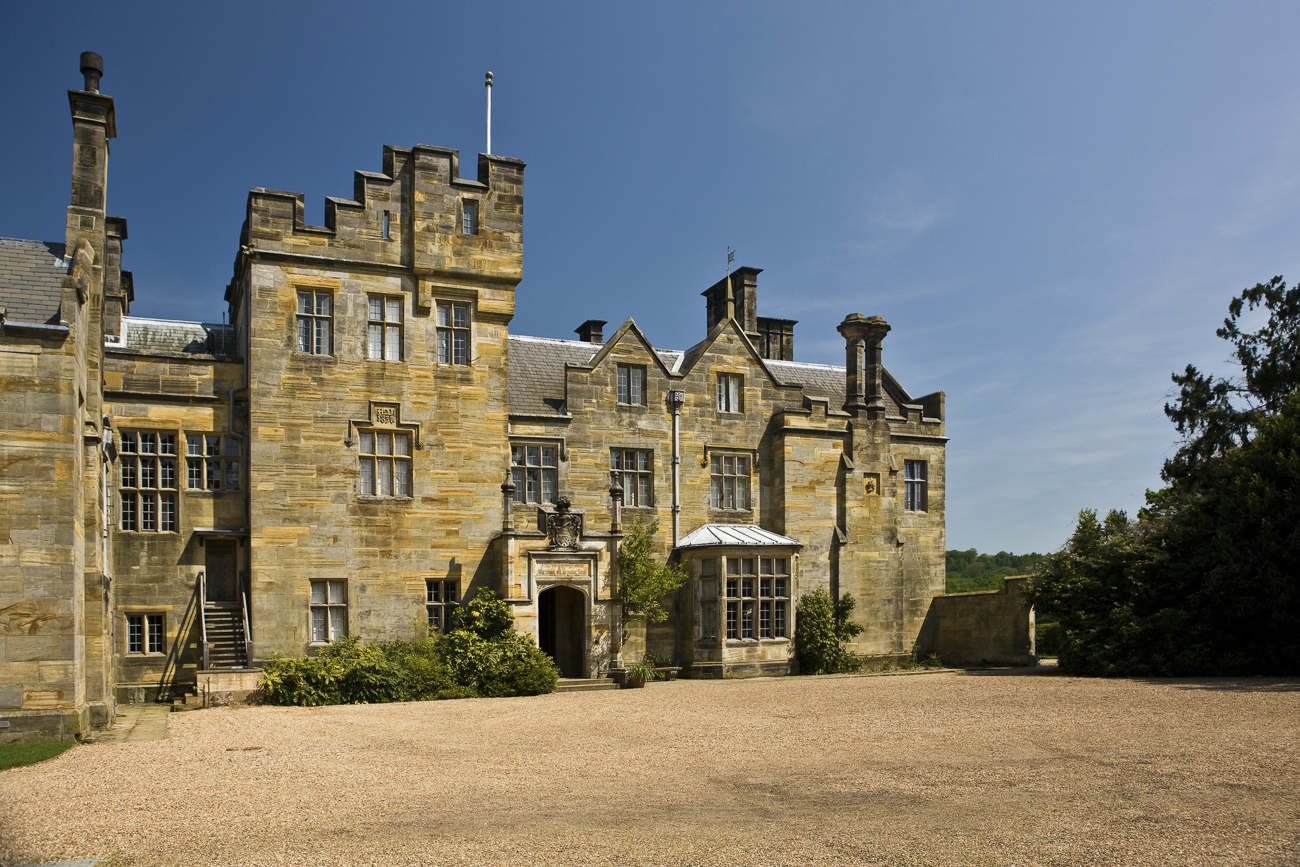
Le « nouveau » château de Scotney

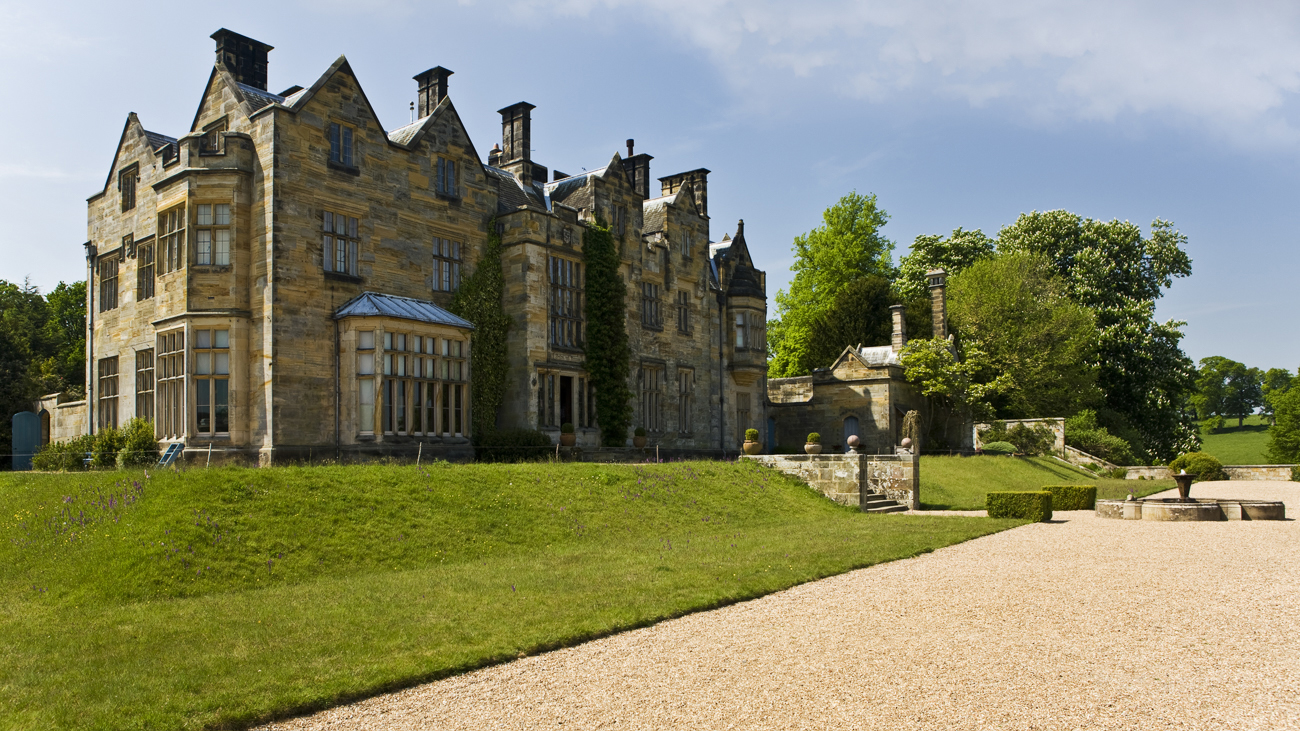
Le « nouveau » château de Scotney

Le premier enregistrement de 1137 cite Lambert de Scoteni comme propriétaire. Roger Ashburnham est crédité de la construction du château vers 1378-1380.
La construction du château commence comme une maison fortifiée à peu près rectangulaire avec des tours à chaque coin. Le plan original n'a peut-être jamais été achevé et, en 1558, il ne reste probablement que la tour sud. En 1580, l'aile sud est reconstruite dans le style architectural élisabéthain et vers 1630, la partie est a été reconstruite dans le style Inigo Jones à trois étages. L'aile élisabéthaine reste la résidence d'un bailli jusqu'en 1905, mais la partie est a été en partie démantelée lors de l'achèvement de la nouvelle maison en 1843, laissant la ruine comme élément de jardin.
Le propriétaire récusant Thomas Darrell cache le père jésuite Richard Blount dans le château alors qu'il sert les catholiques romains de 1591 à 1598. Le catholicisme est alors illégal en Angleterre et lors du deuxième raid des autorités pour arrêter le prêtre, il s'enfuit par-dessus un mur et par les douves.
La famille Darrell est propriétaire du domaine pendant environ 350 ans. En 1778, Edward Hussey achète le domaine et son petit-fils, également Edward, construit le « nouveau » château selon les plans d'Anthony Salvin, à partir de grès extrait de la pente en contrebas. Le creux créé est transformé en jardin de carrière et contient une empreinte de dinosaure vieille de 100 millions d'années.
À la mort de Christopher Hussey en 1970, la succession est laissée au National Trust. Plusieurs appartements dans le château et sur le domaine sont loués par le Trust, avec des locataires dont le Premier ministre Margaret Thatcher qui loue l'appartement du Beffroi pendant un certain temps dans les années 1970 et 1980, qui lui sert de résidence de week-end. Lorsque son mari Denis Thatcher devient baronnet en 1990, son nouveau titre est publié dans la Gazette avec la désignation territoriale de Scotney dans le comté de Kent.
Le parc du château accueille des productions de Shakespeare, notamment Le Songe d'une nuit d'été, avec les acteurs apparaissant derrière les buissons au bon moment.
Le vieux château de Scotney est utilisé comme lieu de tournage de la vidéo de la chanson Squeeze Some Fantastic Place.